# Wincenty Teofil Popiel
Wincenty Teofil Chościak-Popiel herbu Sulima (ur. 21 lipca 1825 w Czaplach Wielkich, zm. 7 grudnia 1912 w Warszawie) – polski duchowny rzymskokatolicki, biskup diecezjalny płocki w latach 1863–1875, biskup diecezjalny kujawsko-kaliski w latach 1876–1883, arcybiskup metropolita warszawski w latach 1883–1912.

## Życiorys
Był czwartym synem Konstantego i Zofii z hr. Badenich. W 1846 ukończył studia prawnicze w Warszawie, po których pracował w sądownictwie. Po śmierci ojca wrócił na wieś i tam podjął decyzję o wstąpieniu do kieleckiego seminarium, które ukończył w 1849. Święcenia kapłańskie otrzymał 5 sierpnia 1849. Studiował w Lowanium, gdzie otrzymał tytuł doktora teologii, i w Rzymie. Po powrocie do Kielc został profesorem seminarium i pełnił funkcję wiceregensa.
W 1862 trafił do Warszawy, gdzie pełnił funkcję rektora Akademii Duchownej w Warszawie.
16 marca 1863 papież Pius IX mianował go biskupem diecezjalnym diecezji płockiej. Sakrę biskupią przyjął 6 grudnia 1863 w katedrze Wniebowzięcia Najświętszej Maryi Panny w Płocku. Udzielił mu ich Henryk Ludwik Plater, któremu asystowali dwaj prezbiterzy: kustosz płocki Tomasz Franciszek Myśliwski i prokurator miejscowej kapituły katedralnej Antoni Baliński, którzy na tę okoliczność otrzymali papieską dyspensę. W 1868 został zesłany do Nowogrodu Wielkiego. Dopiero układy między stolicą Apostolską a rządem rosyjskim położyły kres banicji. Bullą papieską z  5 lipca 1875 mianowany został biskupem diecezjalnym diecezji kujawsko-kaliskiej, a 15 marca 1883 arcybiskupem metropolitą warszawskim.
Zmarł w nocy 7/8 grudnia 1912 w Warszawie. Został pochowany w krypcie arcybiskupów warszawskich w archikatedrze św. Jana Chrzciciela w Warszawie.